# Holländisches Service

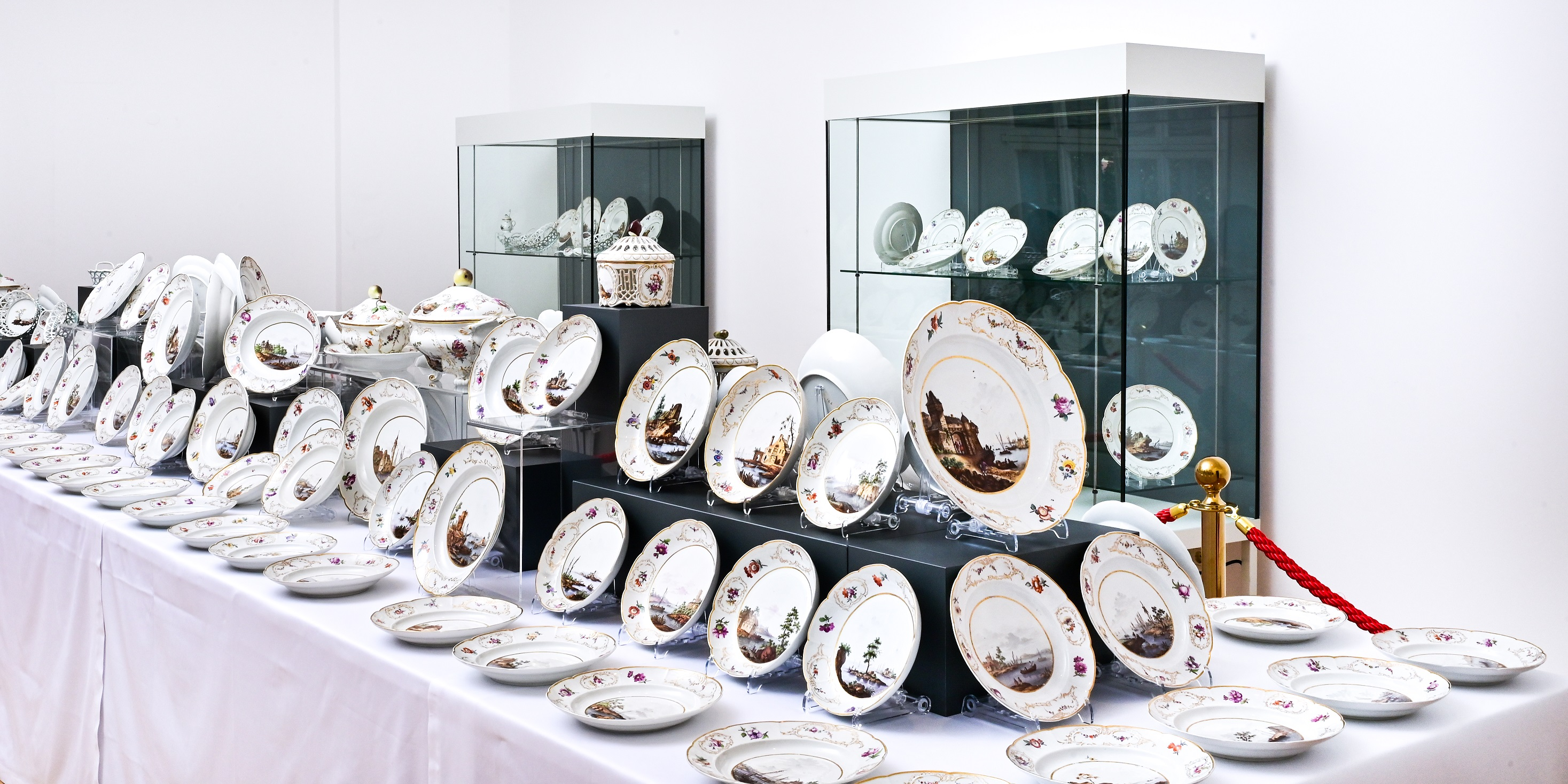
Die 185 Teile des Holländischen Service

Das Holländische Service ist ein 1773/74 von der Porzellanmanufaktur Fürstenberg hergestelltes Tafelservice des späten Rokoko, das sich seit Ende 2024 im Besitz des Museums im Schloss Wolfenbüttel befindet. Seine 185 aufwändig bemalten Objekte aus Porzellan zeigen Motive niederländischer Küstenlandschaften. Es gilt als „Spitzenerzeugnis der europäischen Porzellankunst des 18. Jahrhunderts“ und als eines der berühmtesten Tafelservice aus der Fürstenberger Manufaktur sowie das am besten erhaltene Landschaftsservice des 18. Jahrhunderts. Mehrere Porzellangutachter betrachten das Service als „Kulturgut von nationaler Bedeutung“.

## Geschichte und Provenienz

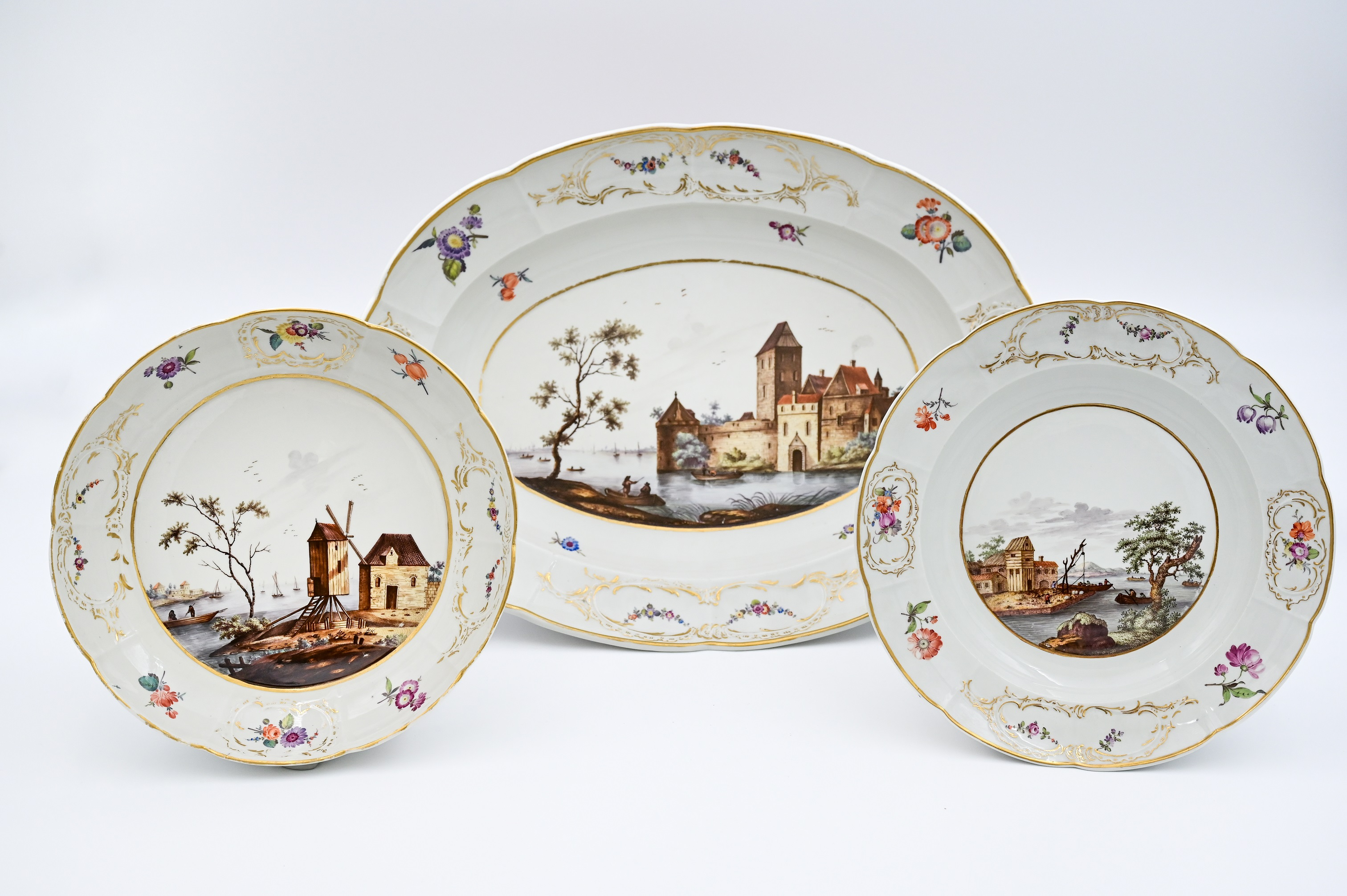
Teller, Platte und Schale mit holländischen Szenerien

Durch die Provenienzforschung ist die Geschichte des Service weitgehend bekannt. Die 1747 von Herzog Karl I. von Braunschweig-Wolfenbüttel gegründete Porzellanmanufaktur Fürstenberg fertigte das Porzellanservice als Auftragsarbeit an. Die Bestellung durch einen bedeutenden Auftraggeber aus den Niederlanden, dessen Identität unbekannt ist, erfolgte über die 1760 in Den Haag gegründete Fürstenberger Verkaufsniederlassung. Zu dieser Zeit waren über die Weser rege Handelsbeziehungen zu den Niederlanden etabliert. Frachtschiffe holten Holz und Sandstein aus dem Solling und Produkte der Porzellanmanufaktur ab. Sie verschiffte ihr Porzellan auf der Weser auch in andere nordeuropäische Handelszentren.
Im Archiv der Manufaktur ist die Existenz des 185-teiligen Service unter der Bezeichnung „das holländische Tafelservice“ umfangreich dokumentiert. Die Fertigung nahm etwa ein Jahr in Anspruch. Bemalt wurden die Stücke in der zur Manufaktur gehörenden Buntmalerei im 115 km nordöstlich von Fürstenberg gelegenen Braunschweig. 1811, knapp 40 Jahre nach seiner Entstehung, soll Willem Suermondt (1740–1828), damaliger Bürgermeister von Rotterdam, das Service für ein Abendessen mit dem französischen Kaiser Napoleon erworben haben. Diese Vermutung gilt heute jedoch als widerlegt. Anschließend verlor sich die Spur des Service und es galt fast 200 Jahre lang als verschollen. Anfang der 1960er Jahre wurde es im Kunsthandel zum Kauf angeboten und für eine unbekannte Privatsammlung erworben, woraufhin sich seine Spur erneut verlor.
Der Schweizer Keramikforscher Siegfried Ducret erbrachte 1965 in seinem dreibändigen Werk Fürstenberger Porzellan den Nachweis für die Existenz des Service anhand einer Abbildung einer Terrine auf einer Unterschale und dem Vermerk aus dem Kunsthandel, es handele sich um ein umfangreiches erhaltenes Ensemble.
1995 schließlich, knapp 30 Jahre nach seinem letzten Auftauchen im Kunsthandel, wurden einige ausgewählte Teile des Service in der Ausstellung Collections privées au Luxembourg (Luxemburgische Privatsammlungen) im Luxemburger Nationalmuseum erstmals der Öffentlichkeit präsentiert. Das Museum hatte das Service zuvor als Leihgabe von den Eigentümern erhalten.
2022 wandte sich die Eigentümerfamilie van Rijckevorsel aus Luxemburg per Brief an Christian Lechelt, den Leiter des Museums Schloss Fürstenberg. Über Generationen war das Service in der Familie weitergereicht worden, bis sie es an das Luxemburgische Museum abtrat. Dort wurde es in einem Depot eingelagert. Als das Museum mehr Platz brauchte, wandte es sich wieder an die ursprünglichen Eigentümer und fragte an, ob diese es zurücknähmen. Schließlich kontaktierte die Familie die Fürstenberger Manufaktur.
2024 wurde das Service für 600.000 Euro an das Schloss Museum Wolfenbüttel veräußert. Der Kaufpreis wurde zu 95 % von Stiftungen und privaten Förderern aufgebracht, darunter die Kulturstiftung der Länder, die Ernst von Siemens Kunststiftung, die Rudolf-August Oetker-Stiftung, die Stiftung Braunschweigischer Kulturbesitz, die Hans und Helga Eckensberger Stiftung, die Stiftung Zukunftsfonds Asse, die Ritterschaft des ehemaligen Landes Braunschweig, die Volksbank Wolfenbüttel sowie der Förderverein des Museums Wolfenbüttel e. V.

## Beschreibung

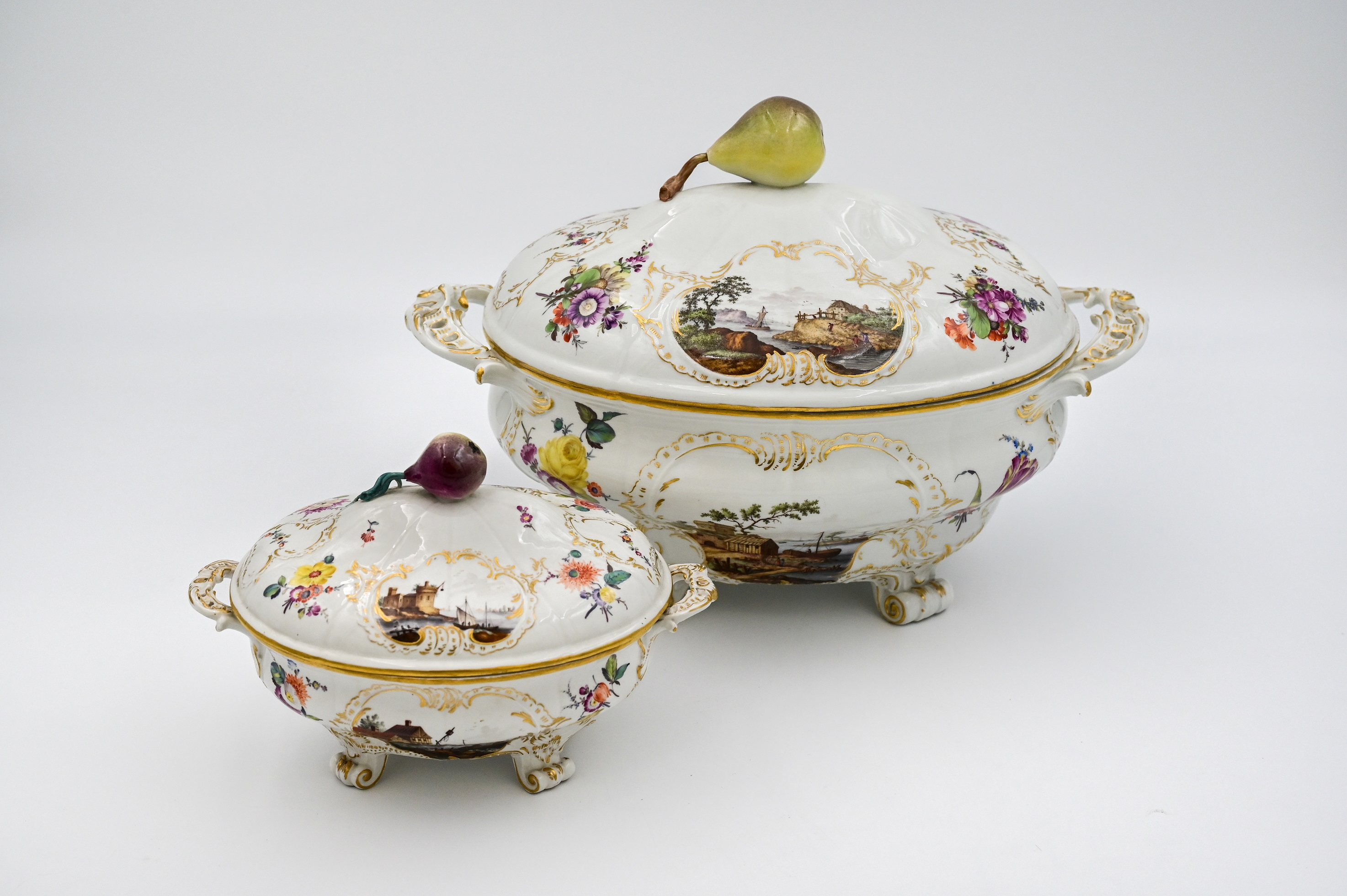
Zwei Terrinen

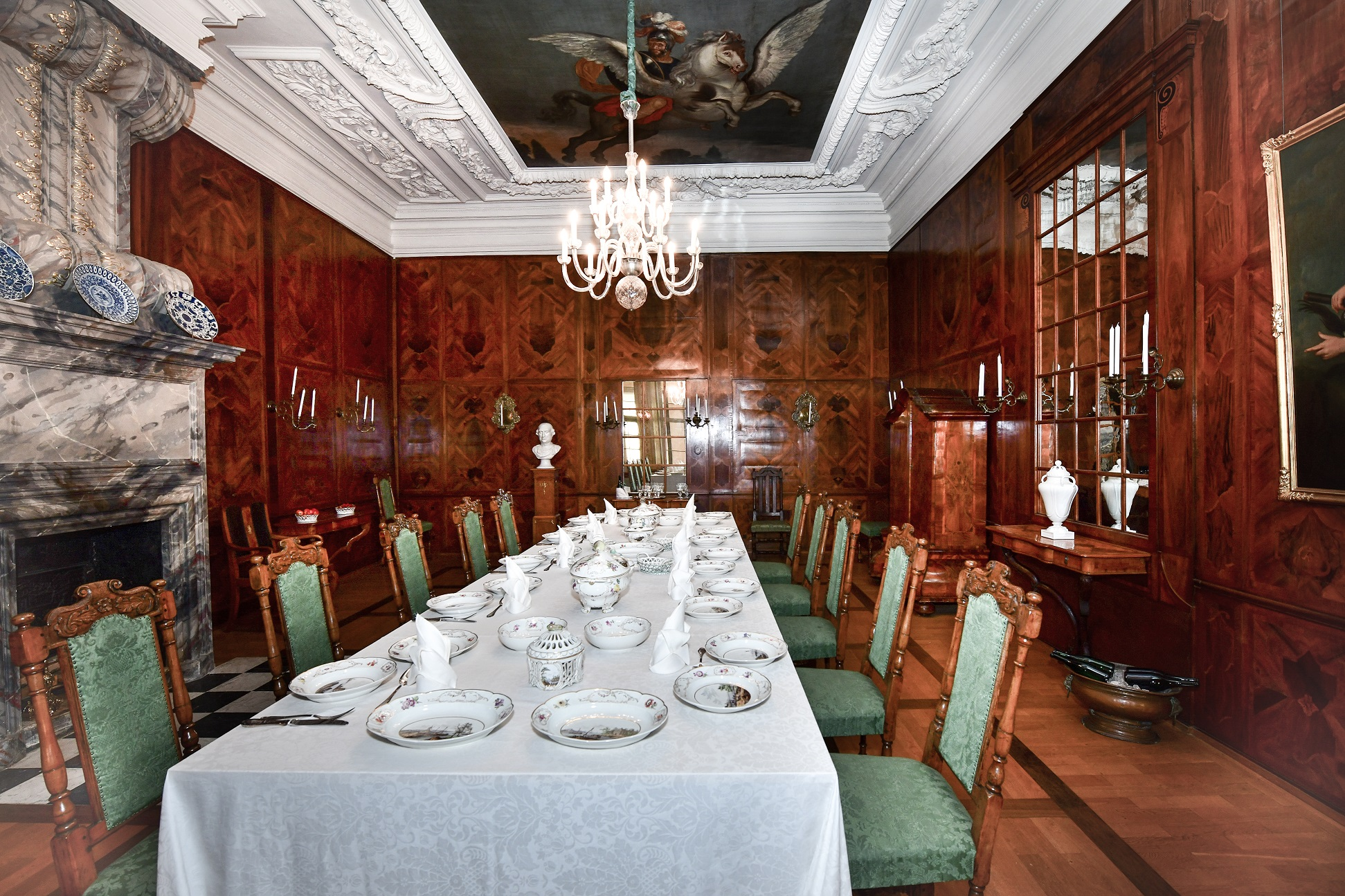
Eine mit ausgewählten Teilen des Holländischen Service gedeckte Tafel

Das Service besteht aus 99 Tellern, 18 Schalen, 37 Platten, Terrinen, Löffeln und Körbchen. Es ist hervorragend erhalten. Da Porzellanfarben nach dem Schmelzprozess mit der Glasur keinem Alterungsprozess unterliegen, haben sich die Porzellanmalereien in ursprünglicher Farbigkeit und Brillanz erhalten. Die Form des Service hatte der Fürstenberger Porzellan-Modelleur Johann Christof Rombrich um 1758 entworfen. Die Manufaktur produzierte das Service bis 1785 und bot es mit Blumen- und Federvieh-Motiven sowie Landschaften an.
Charakteristisch für das Rombrich-Service war dessen Bemalung im sogenannten „Inselstil“, bei dem immer nur eine vergleichsweise kleine Fläche bemalt wurde. Einzelteile solcher Service sind in mehreren Museen und Sammlungen erhalten.
Das „holländische Service“ fällt jedoch dadurch aus dem üblichen Rahmen, dass nicht nur jedes Einzelteil eine individuelle Bemalung erhielt, sondern vor allem auch dadurch, dass holländische Ideallandschaften dargestellt wurden. So wurden die Spiegel aller Teller, Schüsseln und Schalen großflächig bemalt und das Dargestellte jeweils mit einem schmalen Goldrand eingefasst. Alle 185 Serviceteile sind nach Vorgabe einer Tafel und Speisenfolge eines Service à la française gruppiert und entsprechend thematisch einheitlich bemalt, sodass sie jeweils einen bestimmten Landschaftsaspekt betonen. Diese aufwendige Gestaltung ist Beleg dafür, dass es sich um einen besonderen Auftrag für einen besonderen Käufer handelte.
Fürstenberg war auf qualitativ hochwertige Landschaftsmalerei spezialisiert. An der Bemalung dieses Service waren fünf Maler beteiligt, die alle auf unschiedliche Szenarien und Aufgabe spezialisiert waren. Unter ihnen befanden sich Pascha Johann Friedrich Weitsch und Johann Andreas Hintze, der u. a. auch für die Vergoldung verantwortlich war sowie der Blumenmaler Heinrich Georg Roloff, der allein an 109 Servicestücken gearbeitet hatte. So lassen sich an der Bemalung die im 18. Jahrhundert vorherrschenden Gestaltungsprinzipien ablesen.
Im Sommer 1774 war das Service fertiggestellt und an den Auftraggeber in den Niederlanden ausgeliefert worden. Der Kaufpreis von 935 Reichstalern wurde daraufhin an die Manufaktur gezahlt. Dies war etwa das dreifache Jahresgehalt eines Braunschweiger Beamten.
Vor dem Ankauf von 2024 stuften mehrere Porzellanexperten das Ensemble als „Kulturgut von nationaler Bedeutung“ ein. Nach heutigem Kenntnisstand (2024) ist das Service das umfangreichste erhaltene Fürstenberger Service des 18. Jahrhunderts.
Das Porzellanservice wurde von Oktober bis November 2024 in einer Sonderausstellung im Schloss Museum Wolfenbüttel gezeigt. Im Mai 2025 soll es dort ebenso als Sonderausstellung gezeigt werden. Ab 2026 wird es in die Dauerausstellung des Museums aufgenommen werden. Im Zusammenhang mit dem Service sind wissenschaftliche Forschungen zur Kunst- und Wirtschaftsgeschichte geplant.
Laut Falko Mohrs, niedersächsischer Minister für Wissenschaft und Kultur, zeige das Service, „dass das herzogliche Bestreben, die Porzellanproduktion als Wirtschaftsfaktor in den internationalen Handelsbeziehungen Braunschweig-Wolfenbüttels zu etablieren, erfolgreich war“. Der Generalsekretär der Kulturstiftung der Länder Markus Hilgert äußerte, das Service sei „ein bedeutendes Zeugnis der europäischen Wirtschaftsgeschichte“.